# Арагарсас
Арагарсас (порт. Aragarças) — муниципалитет в Бразилии, входит в штат Гояс. Составная часть мезорегиона Северо-запад штата Гойас. Входит в экономико-статистический микрорегион Арагарсас. Население составляет 18 698 человек на 2006 год. Занимает площадь 711,649 км². Плотность населения — 26,3 чел./км².
Праздник города — 3 октября.

## Статистика
- Валовой внутренний продукт на 2003 год составляет 43 466 784,00 реалов (данные: Бразильский институт географии и статистики).
- Валовой внутренний продукт на душу населения на 2003 год составляет 2451,32 реал (данные: Бразильский институт географии и статистики).
- Индекс развития человеческого потенциала на 2000 год составляет 0,748 (данные: Программа развития ООН).